# Fruitarisme

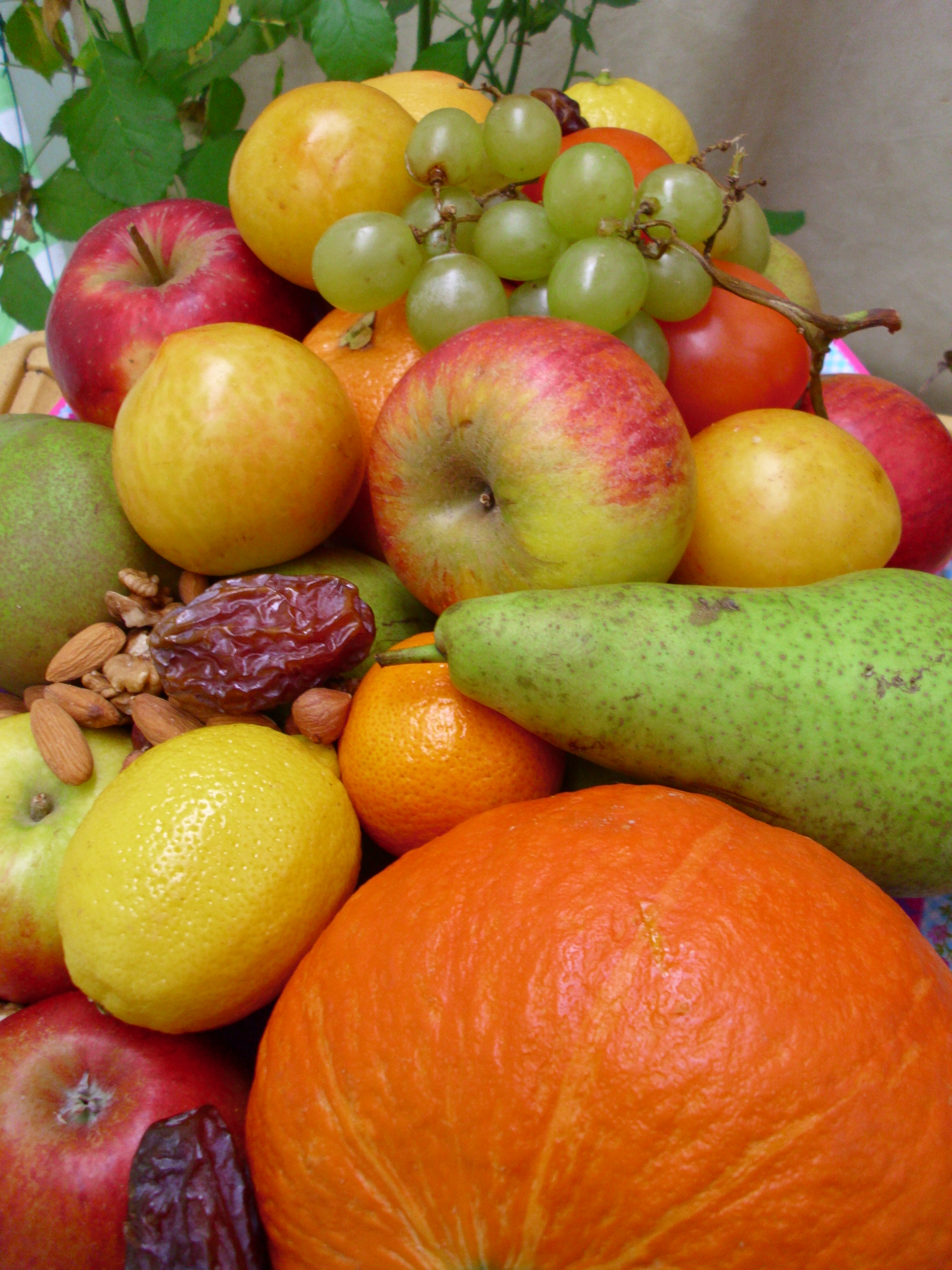
Divers fruits : raisins, pommes, poires, fruits secs, oranges, amandes, bananes, tomates et citrons.

Le fruitarisme est une pratique alimentaire végétalienne fondée sur la consommation exclusive de fruits. Elle est souvent suivie de façon temporaire, par exemple pour perdre du poids, mais certaines personnes l'adoptent sur des périodes plus longues. Le fruitarisme est déconseillé pour les enfants.
Un fruitarien consomme toutes sortes de fruits : à pulpe et secs. Il évite toutes les plantes mères comestibles (salades, carottes...) et se limite aux fruits des plantes.

## Descriptions
Certains fruitariens ne mangent que ce qui tombe (ou serait tombé) naturellement d'une plante, soit la nourriture qui peut se récolter sans tuer ou endommager la plante,,. Ces aliments consistent principalement en fruits comestibles, noix et graines. D'après Adam Gollner, certains fruitariens ne mangent que des fruits tombés. Certains ne consomment pas de céréales, considérant que ce n'est pas naturel, et d'autres pensent que l'ingestion de graines est abusive, étant donné qu'elles contiennent des plantes en germe, ou les noix et les graines, ou toute nourriture en dehors des fruits à jus. D'autres ont pour pratique de ne manger que des plantes qui propagent des graines lorsque le fruit est mangé. D'autres encore mangent des graines et de la nourriture cuite. Certains fruitariens se réfèrent aux définitions botaniques du mot fruit et consomment des légumes secs tels que les haricots, les pois, et d'autres légumes. D'autres régimes fruitariens incluent les fruits crus, les fruits secs, les noix, le miel et l'huile d'olive, ou les fruits, les noix, les haricots et le chocolat.

## Études scientifiques

### Exemple d'une étude dentaire
En 1979, le professeur Alan Walker, un paléoanthropologue de l'université Johns-Hopkins, rapporta que des études préliminaires de l'émail des dents chez des hominidés anciens suggéraient que les ancêtres pré-humains avaient un régime principalement composé de fruits.

### Études cliniques
En 1971, une étude à court terme de B. J. Meyer publiée dans le South African Medical Journal décrit la manière dont les profils lipidiques et les tolérances au glucose s'amélioraient au cours d'un régime fruitarien particulier. Une étude publiée plus tôt la même année suivait une enseignante de 45 ans qui disait n'avoir mangé que des fruits au cours des douze dernières années, et concluait à son excellente santé. Dans des tests plus approfondis de l'étude, le poids corporel de personnes en surpoids et suivant un régime essentiellement à base de fruits montrait une tendance à se stabiliser vers leur poids idéal.

## Risque de carences
L'Académie de nutrition et de diététique et Les diététistes du Canada qualifient le régime fruitarien d'« extrêmement restrictif » et le déconseillent pour les enfants, car il est associé à des troubles de la croissance.

## Adeptes célèbres
- Mohandas Karamchand Gandhi, qui dut interrompre cette pratique à la suite d'une pleurésie[21].
- Le dictateur ougandais Idi Amin Dada (à la fin de sa vie)[22].